# فضای میان ما (فیلم)
فضای میان ما (انگلیسی: The Space Between Us) فیلمی در ژانر علمی–تخیلی و رمانتیک است که در ۳ فوریه ۲۰۱۷ منتشر شد. از بازیگران آن می‌توان به گری الدمن، ایسا باترفیلد، کارلا گوجینو و بریت رابرتسون اشاره کرد. این فیلم در بارهٔ پسر نوجوانی است که در مریخ متولد شده و قصد دارد بعد از ۱۶ سال زندگی در مریخ برای اولین بار به زمین سفر کند.